# يوسف عليخاني
يوسف عليخاني (بالفارسية: يوسف عليخانى) ( 1975 في قزوين، إيران ) أديب وكاتب إيراني، خريج اللغة العربية من جامعة طهران.

## المؤلفات
- قاتلوا التنين (قصص قصيرة)
- (قدم بخير) كانت جدتي (قصص قصيرة)
- عزيز ونغار (دراسات في القصة الشعبية)
- الجيل الثالث من كتاب القصة الإيرانيين (مجموعة حوارات)
- بن بطوطة (قصة حياة ابن بطوطة – للاطفال-)
- صائب تبريزي (قصة حياة الشاعر الإيراني )
- حسن صباح (قصة حياة عميد النزاريين )

و قبل سنتين قام هو واحد زملائه بسفرة إلى قرى (رودبار-اَلَموت) الإيرانية وقد جمعا منها مجموعة من القصص الشعبية من افواه العوام ، وسينشر هذا الكتاب في الايام المقبلة
كما انه له مجموعة من الكتب الجاهزة للنشر
كما قام باخراج فلم (عزيز ونغار) الوثائقي الذي فاز بجائزة أفضل فلم في مهرجان سينما الشباب في إيران كما تم عرضه في مهرجان طهران الثاني عشر للافلام القصيرة .

## مصدر
- مدونه يوسف عليخاني

## وصلات خارجية
- آثار علیخانی في موقع الاينترنتي قابيل
- «تادانه»؛ بلوغ علیخانی بالفارسيه